# Saint-Julien-lès-Russey
Saint-Julien-lès-Russey är en kommun i departementet Doubs i regionen Bourgogne-Franche-Comté i östra Frankrike. Kommunen ligger i kantonen Le Russey som tillhör arrondissementet Pontarlier. År 2022 hade Saint-Julien-lès-Russey 182 invånare.

## Befolkningsutveckling
Antalet invånare i kommunen Saint-Julien-lès-Russey
Referens:INSEE